# Топлинен двигател
Топлинен двигател или топлинна машина е реално или теоретично устройство, което преобразува топлинна енергия в механична работа. Това става чрез пренос на топлина от по-топло към по-студено тяло, като при този процес част от пренасяното количество топлина се преобразува в работа. Топлинните двигатели могат да се различават значително по конструкцията си и начина си на работа. Популярни примери за топлинни двигатели са парната машина и двигателите с вътрешно горене.
Основните части на топлинната машина са: нагревател, работно вещество и охладител.
Работното вещество получава от нагревателя количество топлина Q1. След като извърши работата А и отдаде количество топлина Q2 на охладителя, работното вещество се връща в нормално състояние. За един затворен цикъл вътрешната енергия на работното вещество не се изменя,
U1-U2=0, а
Q1=AI+Q2
За да работи непрекъснато топлинната машина, е необходимо с работното вещество да се извършва цикличен процес.

## Видове охладители
Обикновено за охладител се използва околната среда – въздухът или близък водоизточник.